# Nickel(II) nitrit
Niken(II) nitrit là một hợp chất vô cơ có thành phần gồm nguyên tố niken và nhóm nitrit, với công thức hóa học được quy định là Ni(NO2)2. Niken(II) nitrit khan lần đầu tiên được phát hiện bởi Cyril Clifford Addison vào năm 1961. Ông đã cho niken tetracacbonyl ở dạng khí phản ứng với đinitơ tetroxit, và kết quả tạo ra tạo ra một làn khói màu xanh lục. Niken(II) nitrit là muối của kim loại chuyển tiếp thứ hai với ion nitrit khan được tìm thấy, sau bạc(I) nitrit. Niken(II) nitrit phân hủy khi đun nóng tới nhiệt độ 220 ℃, tuy nhiên nó có thể được làm nóng tới 260 ℃ trong khí argon. Nhóm nitrit liên kết cộng hóa trị với niken, nên hợp chất này ít bay hơi. Phổ hồng ngoại của chất rắn này có dải hấp thụ ở 1575, 1388, 1333, 1240, 1080 và 830 cm−1. Chất lỏng đinitơ tetroxit làm oxy hóa niken(II) nitrit thành niken(II) nitrat.

## Muối đôi
Các muối nitronikenat là các hợp chất có liên quan, nơi nhiều nhóm nitơ được gắn với niken để tạo ra anion. Chúng có thể được nhắc đến dưới cái tên thường gặp hơn là niken(II) nitrit kép.

## Hợp chất khác
Ni(NO2)2 còn tạo ra một số hợp chất với NH3:
- Ni(NO2)2·2NH3 (lục đậm);[4]
- Ni(NO2)2·4NH3 (đỏ);[5]
- Ni(NO2)2·5NH3 (dương).[5]
- Ni(NO2)2·6NH3 (tím, dung dịch màu lục).[6]

Ni(NO2)2 còn tạo một số hợp chất với N2H4, như Ni(NO2)2·2N2H4 là chất rắn màu xanh dương.